# 1870 en Lorraine
Chronologie de la Lorraine
- 1866
- 1867
- 1868
- 1869
- 1870
- 1871
- 1872
- 1873
- 1874

Cette page est une liste d'événements qui se sont produits durant l'année 1870 en Lorraine.

## Éléments contextuels
- Pendant la guerre franco-prussienne de 1870, 
  - de nombreuses batailles se déroulèrent en Lorraine : Spicheren, Borny-Colombey, Saint-Privat, La Bourgonce, Rambervillers, Brouvelieures puis le Siège de Metz qui marqua la défaite de la France.
  - l'Abbaye des Prémontrés de Pont-à-Mousson sert d'hôpital pendant la guerre franco-prussienne de 1870.

## Événements
- Inauguration de la gare de Verdun[1]
- Ouvertures de la mine de Villerupt et de la Mine Montrouge à Audun-le-Tiche [2].

### Juillet

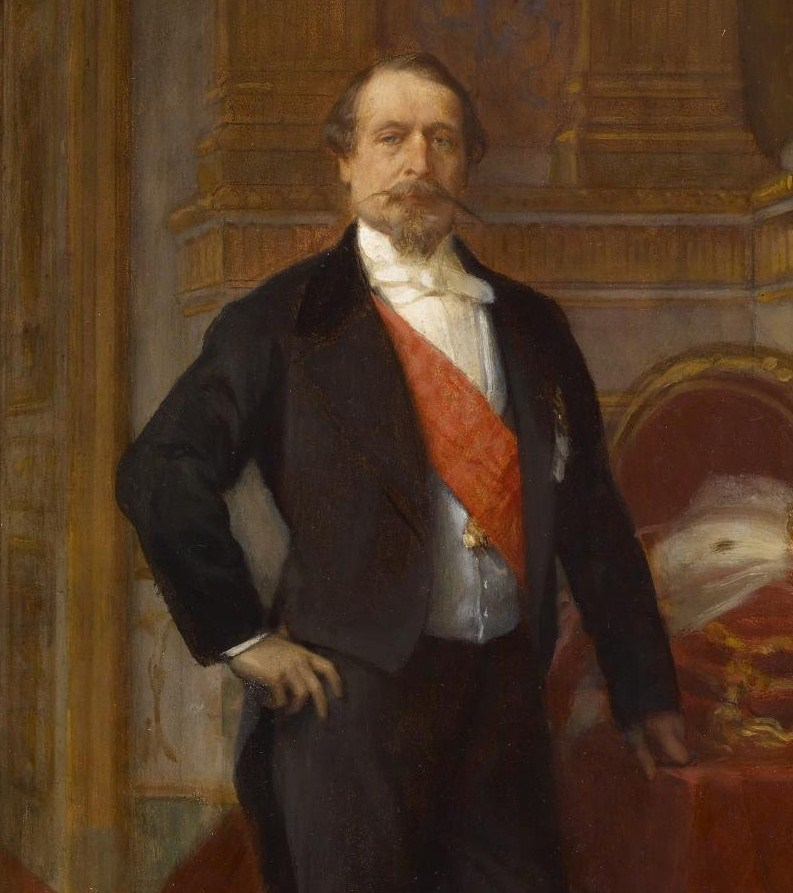
Napoléon III en 1865

- 13 juillet : le gouvernement déclare la mobilisation générale[3].
- 19 juillet : la France déclare la guerre à la Prusse[3], la Lorraine est inquiète du fait de sa position géographique exposée.
- 25 juillet : Combat aux avant-postes de Bouzonville (Armée du Rhin)
- 27 juillet : l'État de siège est déclaré pour les villes de Bitche, Longwy, Marsal, Metz, Montmédy, Phalsbourg, Thionville, Toul et Verdun[3].
- 28 juillet : Napoléon III, accompagné du prince impérial, le sous-lieutenant Louis-Napoléon Bonaparte âgé de 14 ans, se rend à Metz pour prendre la tête de l'armée[3].

### Août

Le maréchal Bazaine en 1867.

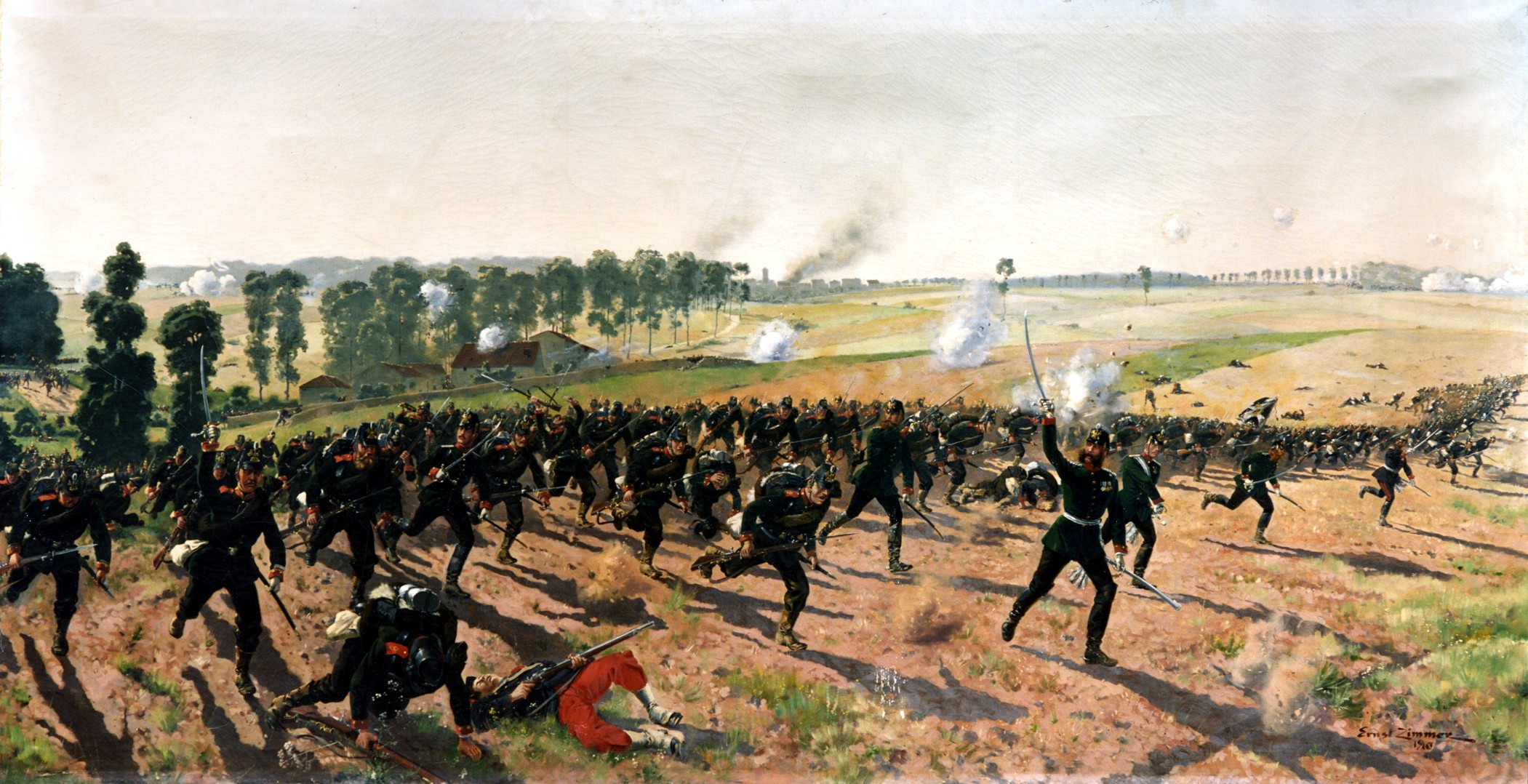
Bataillon Nr. 9, les chasseurs de Lauenburg, à Gravelotte, peinture par Ernst Zimmer

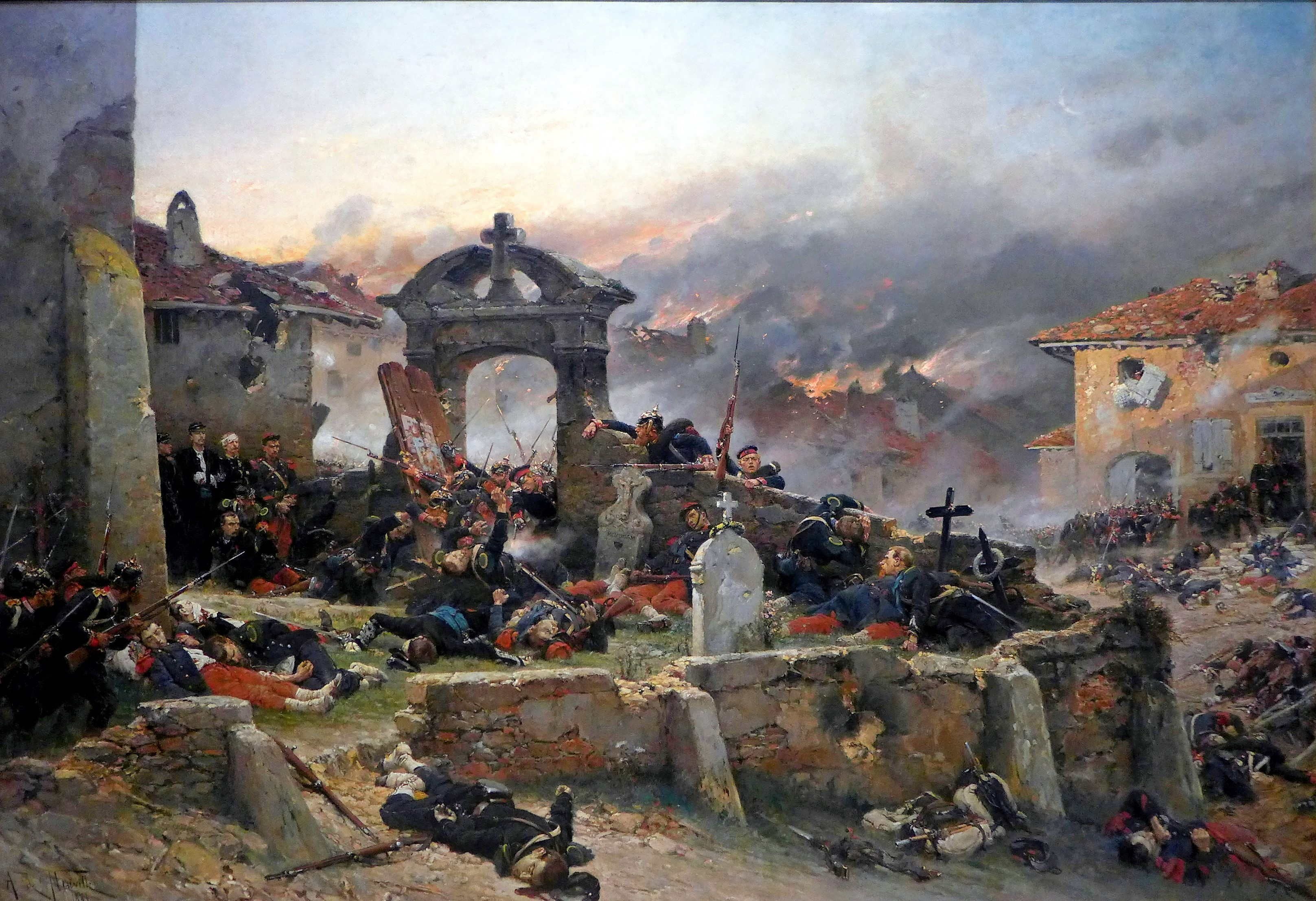
Bataille de Saint-Privat.

- 6 août : débuts des véritables combats en Alsace et en Lorraine[3]. Bataille de Forbach-Spicheren[4] également appelée bataille de Spicheren[5] ou bataille de Forbach[6] s'est déroulée le 6 août 1870 lors de la guerre franco-prussienne, à quelques kilomètres au sud de Sarrebruck. Cette bataille est assez méconnue, principalement parce que les grandes batailles ultérieures (Mars-la-Tour, Saint-Privat, etc.) l'ont quelque peu reléguée dans l'ombre. Pourtant l'invasion allemande en découle directement.
- 8 août : début du siège de Bitche[7] qui va durer jusqu'au 26 mars 1871 et soutint un siège héroïque sous le commandement du gouverneur de la place : le commandant Louis-Casimir Teyssier et du chef des troupes de la place: le commandant Geniès-Hippolyte Bousquet.
  - Article détaillé : Bitche pendant le siège de 1870-1871
- 9 août :
  - Moltke fait avancer ses troupes dans le territoire français[3].
  - Affaire de Grostenquin (Armée du Rhin)
  - Combat de Boulay (Armée du Rhin)
- 10 août : début du siège de Phalsbourg
- 12 août : Nancy est occupée[3]. L'armée du Kronprinz entre sans combattre[8].
- 13 août : Affaire de Dieulouard (Armée de Metz) où le 27e régiment d'infanterie se trouve engagé.
- 14 août :
  - Combats indécis de l'armée du maréchal Bazaine à Borny-Colombey (bataille appelée également Colombey-Nouilly du côté allemand. Il s'agit d'un combat entre les arrière-gardes de l'« armée de Metz » sous les ordres du maréchal Bazaine et les avant-gardes de la Ire armée allemande sous les ordres du général Karl Friedrich von Steinmetz. (Armée de Metz)
  - L'Empereur quitte Metz avec le prince impérial en direction de Verdun[9]
  - Dans les Vosges, le génie fait sauter deux ponts sur la Moselle tandis que les mobiles des Vosges sur Vesoul.
  - Les troupes ennemies sont signalées à Vigneulles
  - Les correspondances télégraphiques entre Nancy et Paris sont interrompues.
- 15 août :
  - Combat de Longeville-lès-Metz (Armée de Metz)
  - (Armée de Metz)
- 16 août :
  - Bataille de Mars-la-Tour (également appelée bataille de Rezonville ou bataille de Vionville). Elle se déroula dans les environs de Mars-la-Tour, village situé à une quinzaine de kilomètres au sud de Metz. Il s'agit de la dernière grande bataille de cavalerie d'Europe[10].
  - Bataille de Rezonville en Moselle (Armée de Metz).
  - Combats indécis à Gravelotte, où le maréchal Bazaine, à la tête de deux armées, aurait pu faire capituler une armée allemande isolée.
  - Les Allemands mettent le siège devant Toul.
- 16 août-23 septembre : Siège de Toul qui se termina par la reddition de la ville.
- 18 août : 
  - Bataille de Saint-Privat[11], d'Amanvillers au nord-ouest de Metz, en Moselle, où les troupes du maréchal Bazaine subissent une défaite qui lui retire toute possibilité de sortir de Metz (Armée de Metz).
  - Les armées ennemies atteignent Bar-le-Duc[3].
- 20 août : début du siège de Metz par la IIe armée prussienne[11].
- 21 août : formation du gouvernement d'Alsace Lorraine dirigé par Bismark-Bohlen[12].
- 24 août au 28 octobre : Défense de Verdun.
- 26 août : 
  - Affaire de Lauvallières (Armée de Metz)
  - Combat aux avant-postes de Metz (Armée de Metz)
- 27 août : combat aux avant-postes de Metz (Armée de Metz)
- 31 août : début de la bataille de Noisseville-Servigny qui durera jusqu'au 1er septembre (Armée de Metz).

### Septembre

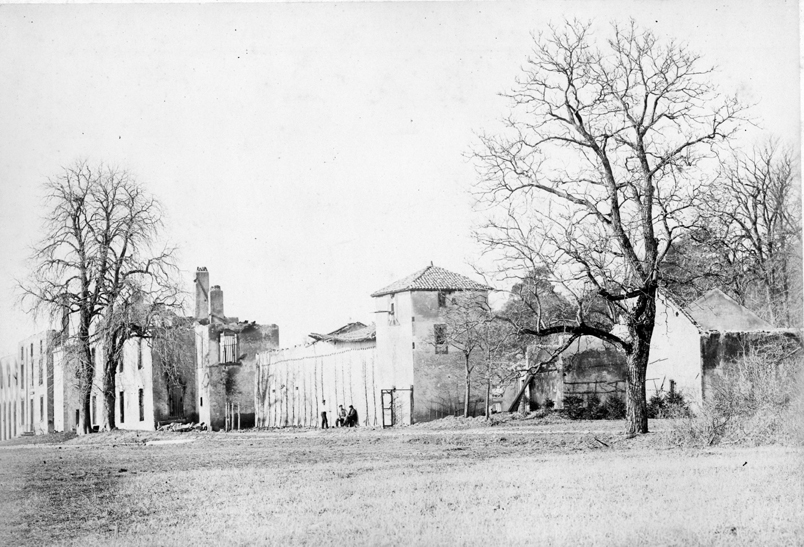
Le château de Colombey incendié après les batailles de 1870

- 1er septembre[11] ou 2 septembre[13] : capitulation française de Sedan. Napoléon III est prisonnier.
- 5 septembre :
  - Affaire de la ferme de Bellecroix[14] (Armée de Metz)
  - Défense de Montmédy
- 14 septembre :
  - Reddition de Toul
- 18 septembre : Affaire du bois de Woippy (Armée de Metz)
- 22 septembre : 
  - Affaire de Nouilly (Armée de Metz)
  - Combat de Colombey (Armée de Metz)
  - Affaire de Maison-Rouge[15] (Armée de Metz)
- 20 septembre au 24 novembre
  - Défense de Thionville en Moselle
- 21 septembre :
  - Combat du bois de Vigneulles (Armée de Metz)
- 22 septembre :
  - Affaire de Nouilly (Armée de Metz)
  - Combat de Colombey (Armée de Metz)
  - Affaire de Maison-Rouge[16] (Armée de Metz)
- 23 septembre : 
  - reddition de Toul[17].
  - Combat de Vany (Armée de Metz)
  - Affaire de Chieulles (Armée de Metz)
  - Affaire de Peltre (Armée de Metz)
- 25 septembre : Affaire de Celles-sur-Plaine dans les Vosges (Armée de l'Est)
- 27 septembre :
  - Combat de Peltre (Armée de Metz)
  - Combat de Colombey-Mercy (Armée de Metz)
  - Affaire des Maxes[Quoi ?][Où ?] (Armée de Metz)
  - Combat de Raon-l'Étape dans les Vosges (Armée de l'Est)
- 30 septembre :
  - Escarmouche du bois de Vigneulles (Armée de Metz)
  - Escarmouche aux Maxes[Quoi ?][Où ?] (Armée de Metz)

### Octobre
- 1er octobre :
  - Escarmouche de Lessy (Armée de Metz)
  - Affaire du Chalet Billaudel (Armée de Metz)
  - 1er combat de Ladonchamps (Armée de Metz)
- 4 octobre : Défense du château de Ladonchamps (Armée de Metz)
- 6 octobre : Combat de la Bourgonce dans les Vosges (Armée de l'Est)
- 7 octobre : Bataille de Bellevue également appelée bataille de Ladonchamps ou encore des Tappes, près de Metz. Elle se termina par une victoire prussienne.
- 9 octobre : Combat de Rambervillers dans les Vosges (Armée de l'Est). 200 gardes nationaux barricadés résistent pendant un jour à 2000 prussiens. Des représailles seront exercées sur les civils[8].
- 10 octobre : Combat d'Artenay dans le Loiret (Armée de la Loire et corps de troupe en Normandie)
  - Combat aux avant-postes de Woippy (Armée de Metz)
- 12 octobre : 
  - Épinal est envahie par les troupes allemandes.
  - Combat de Breteuil dans l'Oise (Armée de la Loire et corps de troupe en Normandie)
  - Défense du château de Ladonchamps (Armée de Metz)
  - Combat d'Épinal dans les Vosges (Armée de l'Est)
- 12 octobre au 18 novembre : Défense de Montmédy dans la Meuse
- 21 octobre : Combat aux avant-postes de Moulins-lès-Metz (Armée de Metz)
- 28 octobre : Capitulation du maréchal Bazaine à Metz livrant à l'ennemi près de 150 000 prisonniers et un matériel considérable (Armée de Metz)[17]. Les drapeaux des unités françaises qui n'ont pas été détruits sont emmenés à Berlin[8].
- 29 octobre : reddition de Metz[18], les troupes allemandes entrent dans Metz le 31.

### Novembre
- 8 novembre : reddition de Verdun[11].
- 24 novembre : Capitulation de Thionville[11]
- 25 novembre : Défense de Phalsbourg dans la Meurthe

### Décembre
- 14 décembre : 
  - fin du siège de Phalsbourg[11]
  - capitulation de Montmédy[11]

## Naissances

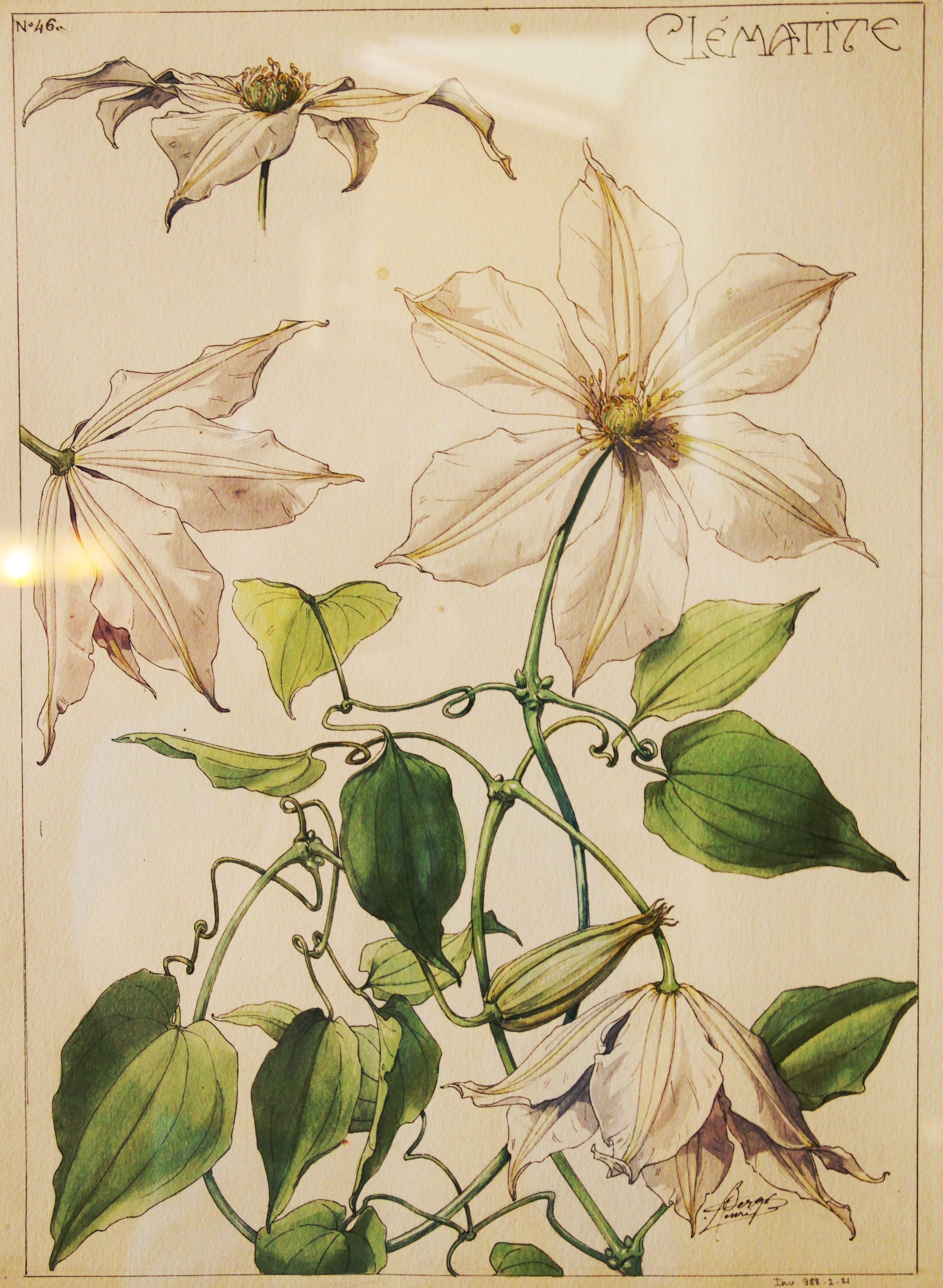
Étude de clematite par Henri Bergé.

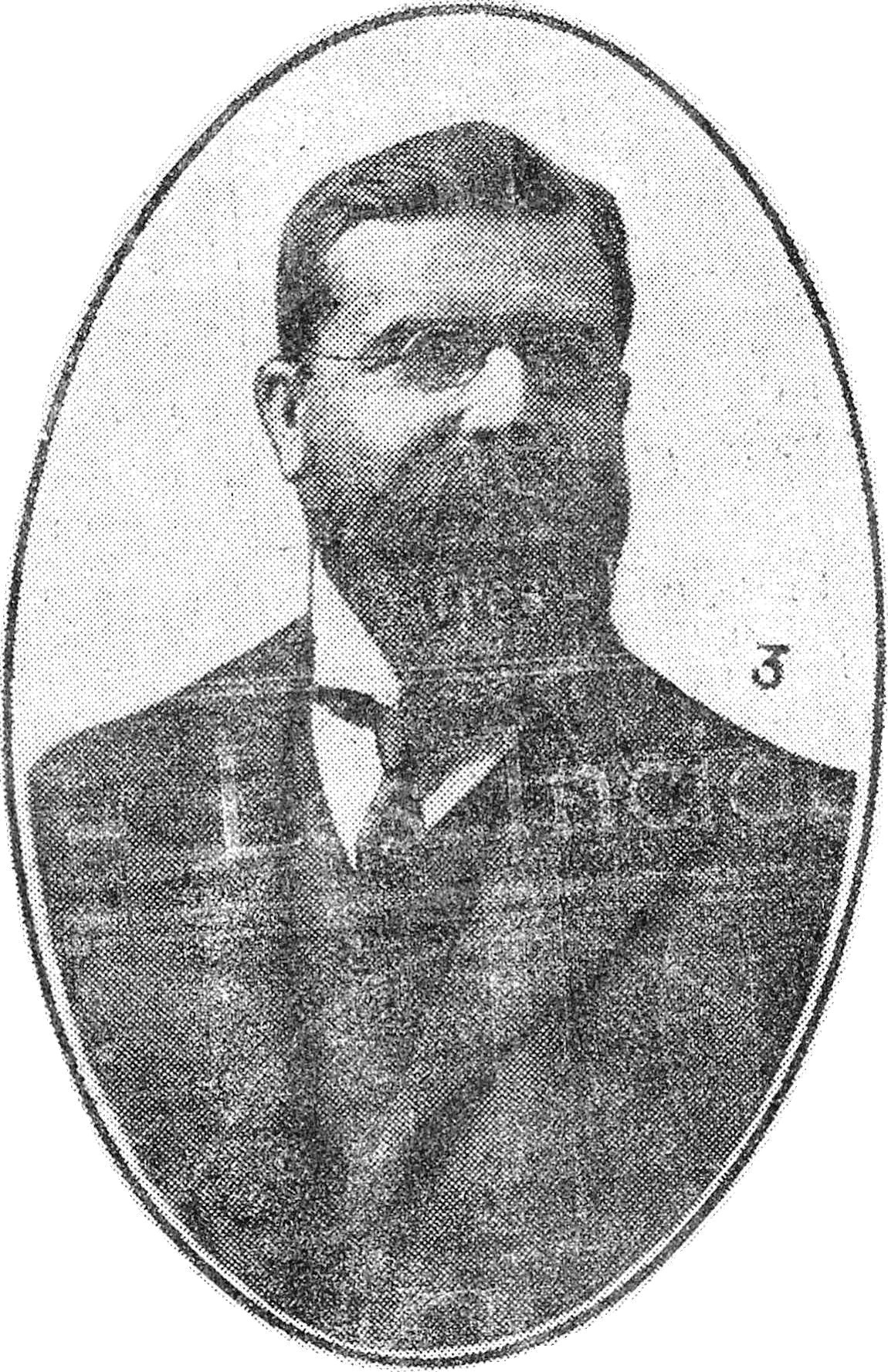
Roger Forêt

- 21 février à Baccarat : Charles Peccatte, artiste peintre né à Baccarat, mort à Saint-Dié le 3 mars 1962.
- 6 mars à Metz : Eugène Humbert (mort le 25 juin 1944), militant pacifiste, anarchiste et néo-malthusien français. Il dirigea plusieurs revues engagées avant d'être condamné par la France, en 1921, pour insoumission.
- 2 avril à Lunéville : André Job, chimiste français, mort le 16 août 1928 à Meudon Bellevue.
- 13 avril à Nancy : Paul Kauffer, décédé en 1941, général français. Il était également aquarelliste.
- 15 avril à Liny-devant-Dun: Marie Rosalie Adeline, dite Adeline Lanthenay, chanteuse de café-concert, comédienne et artiste de revue française, morte à Paris 16e le 18 décembre 1952[19].
- 17 avril à Montigny-lès-Metz : Georges Saint-Paul, mort le 7 avril 1937 à Genillé, médecin militaire et chercheur français. Médecin général, il est l'auteur d'une œuvre à la fois littéraire et scientifique sous les pseudonymes de : G. Espé de Metz et Dr Laupts.
- 7 juillet à Nancy : Albert François Larteau, artiste peintre français, décédé dans le 4e arrondissement de Paris le 10 juillet 1949. Présenté par Jules Lefebvre à l'école des Beaux-arts de Paris en 1889, il est élève de Benjamin-Constant et de Gustave Moreau. Il poursuit sa carrière d'artiste peintre comme professeur de dessin et de peinture puis devient inspecteur de l'enseignement du dessin de la ville de Paris. Il signe Albert Larteau.
- 31 août à Château-Salins : Marie Crampel[20], morte le 11 avril 1938 à Paris, est une peintre française.
- 3 septembre  à Norroy-lès-Pont-à-Mousson : Camille Gauthier, dit parfois Gauthier le Lorrain, ébéniste et concepteur de meubles, mort le 16 décembre 1963 à Bruniquel.
- 28 septembre :
  - à Blâmont : Florent Schmitt, compositeur français, mort le 17 août 1958 à Neuilly-sur-Seine.
  - à Jarménil (Vosges) : Camille Amet, mort le 12 mars 1934 à Remiremont (Vosges), homme politique français.
- 1 octobre à Vaxy : Roger Forêt, mort le 8 janvier 1943 à Metz, est un avocat et homme politique allemand. Il est maire de Metz de 1911 à 1918.
- 14 octobre à Diarville : Henri Bergé, décédé en 1937 à Nancy[21], décorateur et illustrateur Art nouveau français.
- 20 novembre, à Neufchâteau (Vosges) :  Pierre Louis Jean-Baptiste Paul Ernest Sarlandie des Rieux, dit Lionel des Rieux, tué le 27 février 1915 (à 44 ans) au bois de  Malancourt, poète français.
- 13 décembre, à Nancy : George Chepfer, décédé en 1945. Chansonnier, humoriste lorrain. Il participa à quelques films.

## Décès
- 26 avril à Novéant (Moselle) : Jean-François Pidancet, homme politique français né le 20 septembre 1795 à Montoy (Moselle).
- Août 1870 à Rezonville : Frédéric Legrand, né le 27 janvier 1810 à Versailles, général français.
- 6 août à Spicheren : Bruno von François, né le 29 juin 1818 à Magdebourg , général de division prussien.
- 16 août, mort pour la France le 16 août 1870 à la Bataille de Mars-la-Tour : Julius Richardson de Marguenat, né le 21 août 1812 à Morton, Gloucestershire (Angleterre), un général français.
- 18 août à Metz : Charles Ardant du Picq né à Périgueux le 19 octobre 1821, colonel et théoricien militaire français. Charles Ardant du Picq appartient à une ancienne famille de la bourgeoisie de Limoges. Les Ardant sont attestés comme maîtres orfèvres à Limoges à la fin du XVIe siècle. Son aïeul, Nicolas Ardant, ajoute à son patronyme le nom de terre « du Picq » au XVIIIe siècle.
- 16 septembre à Remilly (Moselle) : Louis Charles Valette est un homme politique français né le 17 mars 1804 à Sarrelouis (Allemagne).